# Ђани Инфантино
Ђовани Винченцо Инфантино (итал. Giovanni Vincenzo Infantino; 23. март 1970), девети је и тренутни председник Фифе. За председника је изабран 26. фебруара 2016. године. Пре тога, од 2009. године био је генерални секретар Уефе. Поседује двојно држављанство Швајцарске и Италије.

## Биографија
Ђани Инфантино рођен је 23. марта 1970. године у месту Бриг-Глис, у Швајцарској. Пореклом је Италијан, из Калабрије и Ломбардије. Студирао је право на Универзитету у Фрајбургу. Течно говори италијански, немачки, француски и енглески, а користи се шпанским, арапским и португалским.

## Каријера
Инфантино је као адвокат радио на позицији генералног секретара међународног центра за спортске студије (енгл. International Center for Sports Studies — CIES) у склопу Универзитета у Нешателу.

### Уефа
Инфантино је у Уефи почео да ради у августу 2000. године, да би од јануара 2004. био постављен за директора Уефиног одсека за правна питања и лиценцирање клубова. Након тога, од 2007. је био заменик генералног секретара Уефе, да би две године касније био постављен за генералног секретара. По његовом доласку на ту позицију, Уефа је увела правила финансијског фер-плеја и унапредила комерцијалну подршку фудбалским асоцијацијама мањих држава. Под његовим вођством Европско првенство 2016. проширено је на 24 репрезентације, а учествовао је и у стварању идеја о Уефа лиги нација и одржавању Европског првенства 2020. године у 13 држава.

### Фифа
Ђани Инфантино био је члан Фифиног комитета за реформе. Од извршног комитета Уефе добио је 26. октобра 2015. подршку да се кандидује за председника Фифе на ванредном конгресу 2016. године. Истог дана предао је своју кандидатуру заједно са свом документацијом. На конгресу у фебруару 2016. године изабран је за деветог по реду председника Фифе на период од три године. Има намеру да Светско првенство у фудбалу прошири на 40 тимова.

## Приватни живот
Инфантино је ожењен Лином ал Ашкар са којом има четири ћерке – Сабрину, Алису, Далију и Шанију. Навија за ФК Интер из Милана.